# Tentative de coup d'État de 2010 à Madagascar
La tentative de coup d'État de 2010 à Madagascar est une tentative de coup d'État contre le président de la Haute Autorité de transition de Madagascar, Andry Rajoelina, survenue du 17 au 18 novembre 2010. Les chefs de la tentative de coup d'État étaient l'ancien ministre de la Défense Noel Rakotonandrasanana et le colonel Charles Andrianasoaviana, le chef de la Force d'intervention spéciale.
Alors qu'un référendum se tient ce même jour au sujet de la nouvelle Constitution, un groupe d'officiers affirme dans l'après-midi avoir renversé le régime d'Andry Rajoelina. De brèves échauffourées ont lieu à proximité de l'aéroport, entre des militants anti-gouvernementaux et les forces de l'ordre. Les troubles n'ont pas atteint la capitale,,. 